# Hilton (Dorset)
Hilton – wieś w Anglii, w hrabstwie Dorset. Leży 16 km na północny wschód od miasta Dorchester i 170 km na południowy zachód od Londynu.